# Am386
Az Am386 CPU az Intel 80386 100%-ban kompatibilis klónja, az AMD bocsátotta ki 1991-ben. Több milliós példányszámban adták el, ami az AMD-t az Intel valódi kihívójává tette, nem csupán az x86 CPU-k (ez akkoriban a 8086-os családot jelentette) második forrásává.

## Történet és tervezés
Az Am386 CPU már 1991 előtt készen állt a kibocsátásra, de az Intel egy bírósági perrel visszatartotta. Az AMD már korábban az Intel 8086, Intel 80186 és Intel 80286 kialakítások második forrása / másodlagos gyártója volt, és az AMD értelmezésében az 1982-ben kötött szerződés kiterjedt a processzorok minden származékára is. Az Intel ezzel szemben azt állította, hogy a szerződés csak a 80286-os és az azt megelőző processzorokra terjed ki, és megtiltotta az AMD-nek a 80386-os processzorok gyártását 1987-ben. Néhány évnyi pereskedés után az AMD végül megnyerte a pert és 1992-ben megszerezte a jogot az Am386-os forgalmazására. Ez megalapozta a versenyt a 80386-kompatibilis 32 bites CPU piacon, ami többek között a PC-k árának csökkenését is eredményezte.
1987-ben az Intel felbontotta az Intel és AMD közötti technikai csere-egyezményt. Emiatt az AMD-nek nem volt joga gyártani a 80386-os processzorokat. 1987-ben az AMD egy jogi procedúrát kezdeményezett, amely 5 éven át tartott és csak 1992-ben ért véget. Eközben az AMD kihasználta a fennálló (1976-ban egy keresztlicenc-egyezményben megszerzett és 1982-ben meghosszabbított) jogait az Intel mikrokódjának használatára, aminek segítségével visszafejtette az Intel 80386 processzort és a 80287-es matematikai koprocesszort. Az Intel 80386 visszafejtési folyamata 1988-ban kezdődött és több mint egy évet vett igénybe. Ennek eredményeképpen az AMD birtokába került egy hatékonyabb mikroprocesszor, amely továbbra is az Intel mikrokódját használta. Az AMD 80386 család 1990-ben jelent meg, és 1991-ben az AMD bemutatta a 80386SX mikroprocesszorait is.
Miközben az Intel 386-os processzorok legmagasabb órajele 33 MHz volt, az AMD 40 MHz-es változatot is kibocsátott, mind a 386SX, mind a 386DX típusból, ezzel megnövelve az architektúra élettartamát. Az AMD 386DX-40 népszerű volt a kisebb PC-klón-gyártók és a kis költségvetésű számítógéprajongók között, mert közel 80486-os teljesítményt hozott, a valódi 486-osénál jóval alacsonyabb áron.
A 486-nál az utasítások végrehajtása kevesebb órajelciklust igényel, a szorosabb utasításfutószalagnak és a lapkára integrált kritikus CPU gyorsítótárnak köszönhetően. Azonban az Am386DX-40 ugyanolyan 32 bites adatsínnel dolgozik, mint egy 80486-os, de az adatsín ugyanolyan sebességen működik, mint a processzor (ellentétben pl. a 486 DX-2-eseknél alkalmazott 25-től 33 MHz-ig terjedő sínsebességgel), és ez az Am386DX-nál összehasonlításban viszonylag jó memória és I/O sebességet eredményezett.

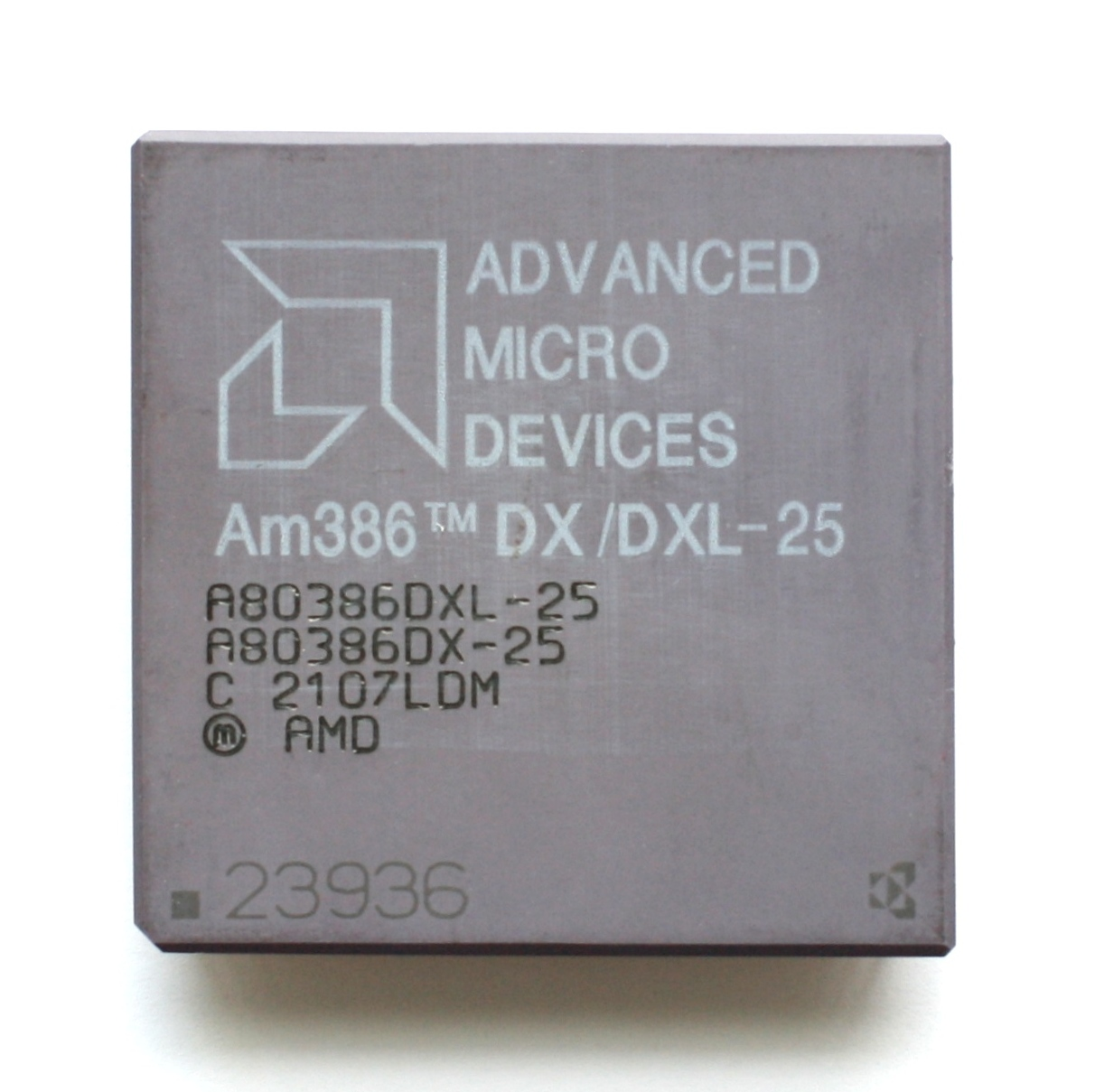
Am386DX-25
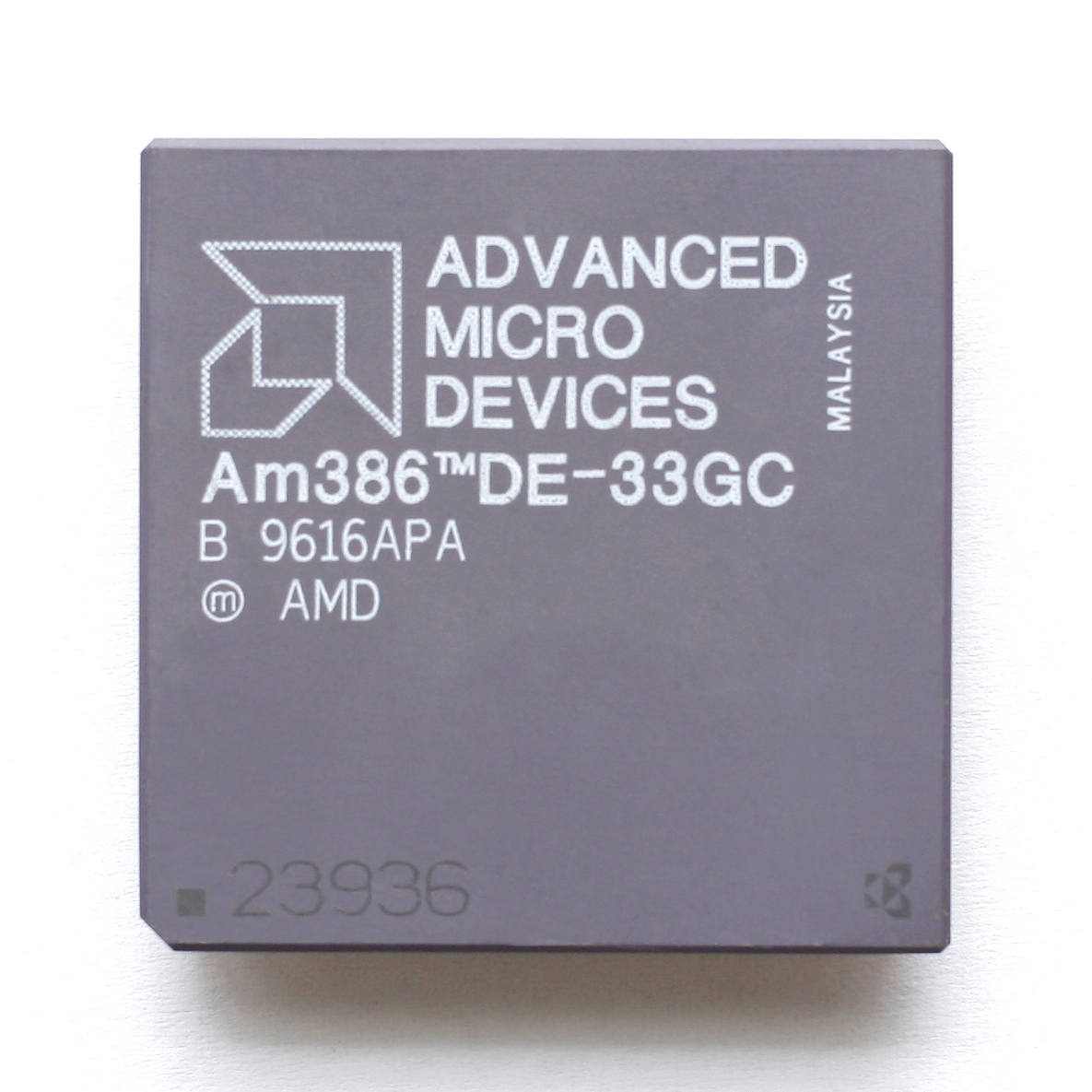
Az Am386DE-33 az Am386DX-33 egy beágyazott verziója
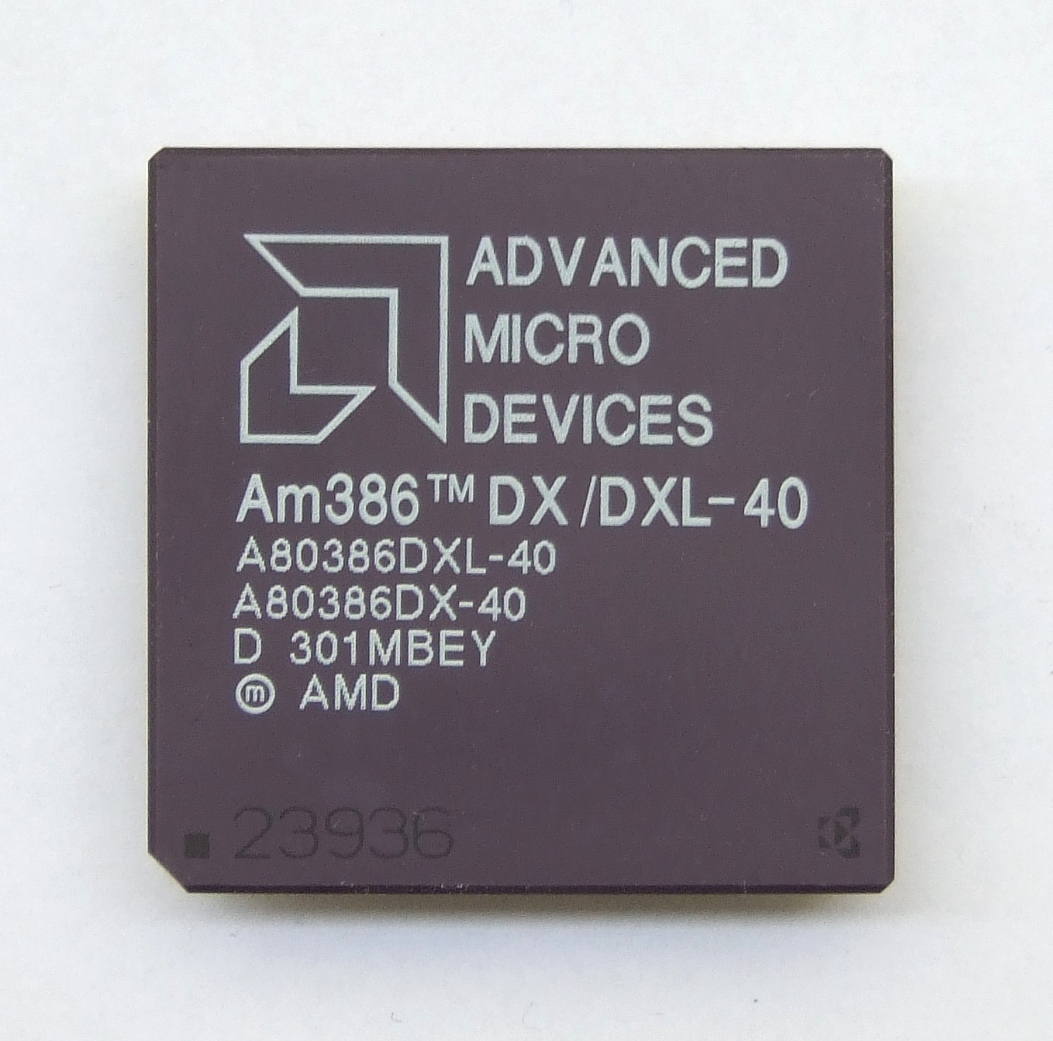
PGA tokozású Am386DX-40
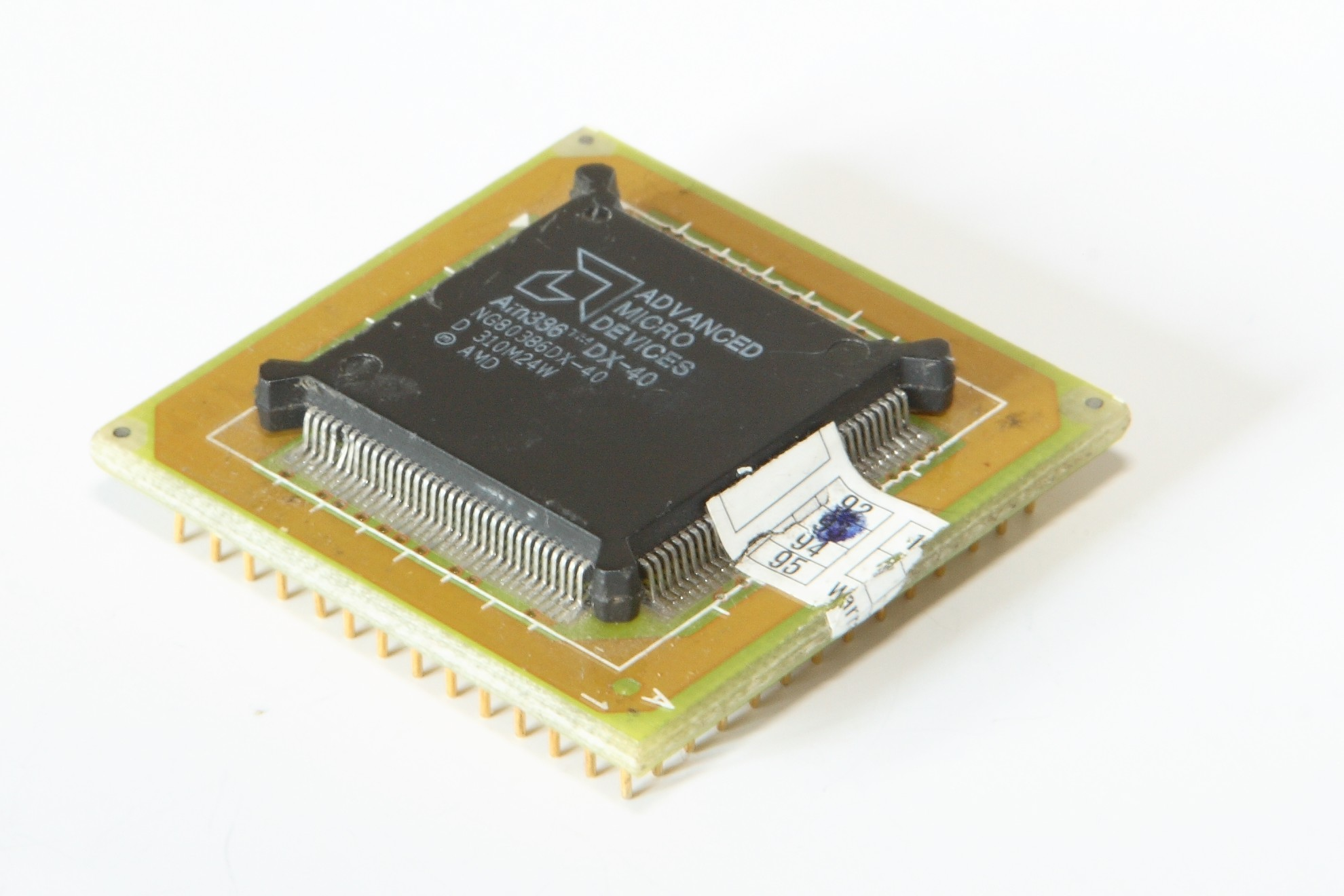
PQFP Am386DX-40 132 lábú PGA adapteren

### Az Am386DX adatai
- 32 bites adatsín, a BS16 bemenet segítségével válthat 32 bites vagy 16 bites sín között
- 32 bites fizikai címtér, 4 GiB címezhető fizikai memóriaterület
- a kód lehívása négy bájtos egységekben történik

| Modellszám         | frekvencia | FSB    | feszültség | fogyasztás | foglalat      | megjelenés ideje |
| ------------------ | ---------- | ------ | ---------- | ---------- | ------------- | ---------------- |
| AMD Am386DX/DXL-20 | 20 MHz     | 20 MHz | 5 V        | 1,05 Watt  | 132 lábú CPGA | 1991             |
| AMD Am386DX/DXL-25 | 25 MHz     | 25 MHz | 5 V        | 1,31 Watt  | 132 lábú CPGA | 1991 márc.       |
| AMD Am386DX/DXL-33 | 33 MHz     | 33 MHz | 5 V        | 1,73 Watt  | 132 lábú CPGA | 1991             |
| AMD Am386DX/DXL-40 | 40 MHz     | 40 MHz | 5 V        | 2,10 Watt  | 132 lábú CPGA | 1992             |
| AMD Am386DX-40     | 40 MHz     | 40 MHz | 5 V        | 3,03 Watt  | 132 lábú PQFP | 1992             |

## Am386 SX
1991-ben az AMD bemutatta a 386SX processzor továbbfejlesztett változatát, amely ezúttal sem egy második forrásként gyártott Intel lapka, hanem egy lábkompatibilis változat visszafejtésén alapult. Ez volt az AMD első olyan megjelenése az x86 piacon, amely nem második forrásként gyártott termék. Az AMD 386SX processzorok órajele megjelenésük időpontjában nagyobb, áruk pedig alacsonyabb volt az Intel 386SX-énél. 0,8 µm-es technológiával készültek, statikus magot tartalmaznak, ami lehetővé teszi az órajelfrekvencia 0-ra való csökkentését, és ebben az állapotban a processzor fogyasztása mindössze néhány milliwatt. Általános energiafelvétele 35%-kal kisebb, mint az Intel kialakításának, még az Intel 386SL-énél is kisebb, ami az AMD 386SX modellt mind az asztali, mind a mobil számítógépek ideális processzorává tette. Az SXL verziók fejlett fogyasztáskezelő funkciókat tartalmaztak és energiafelvételük még kevesebb volt.

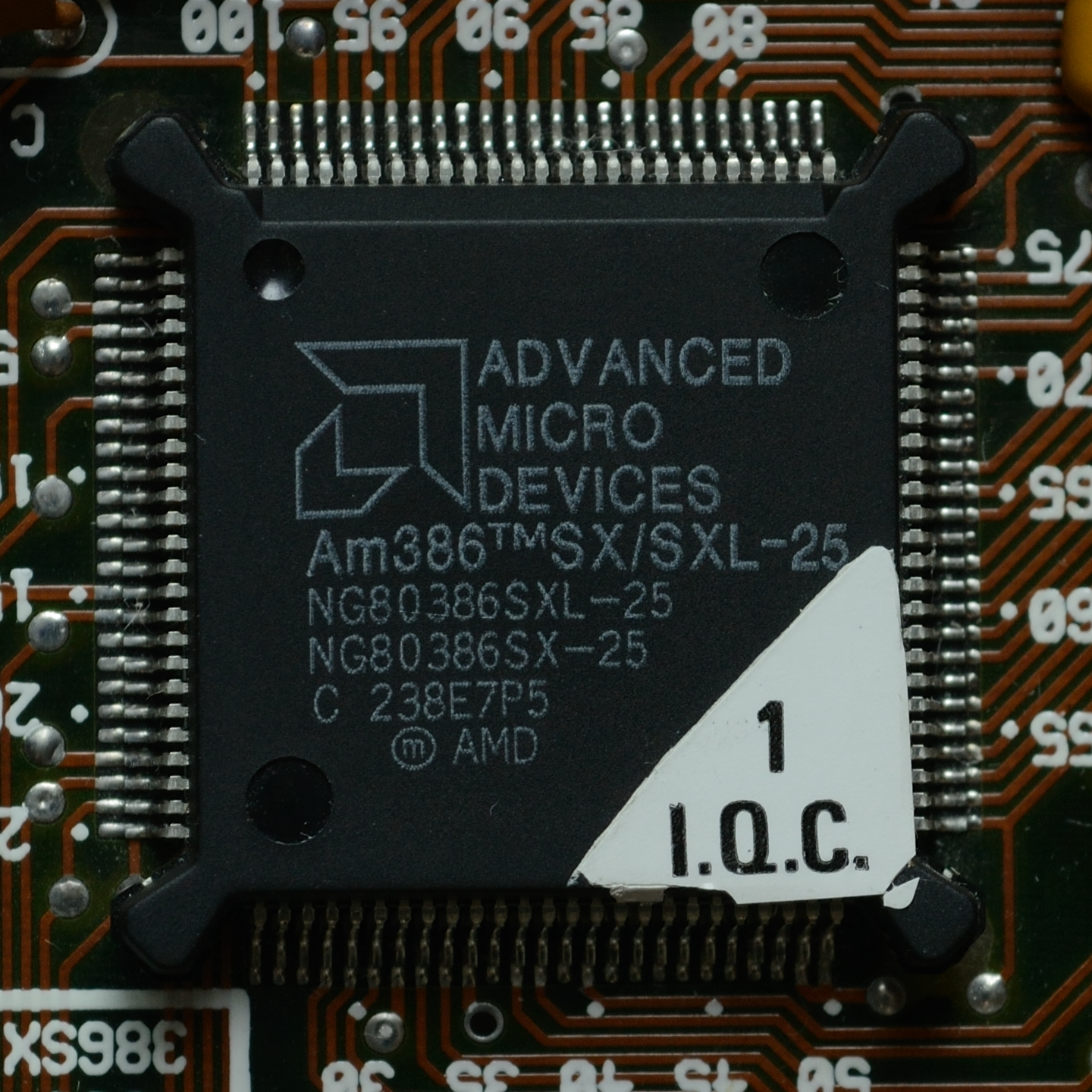
Egy Am386SX-25
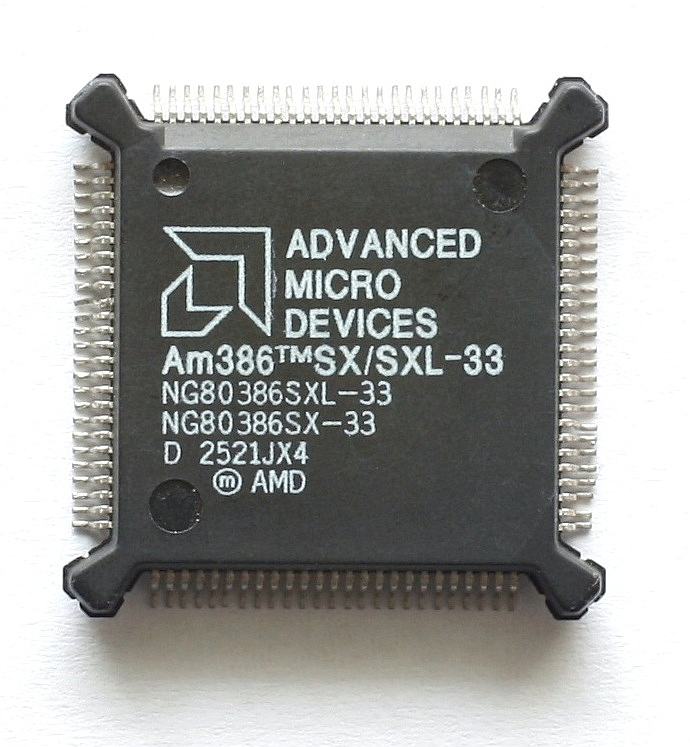
Egy Am386SX-33
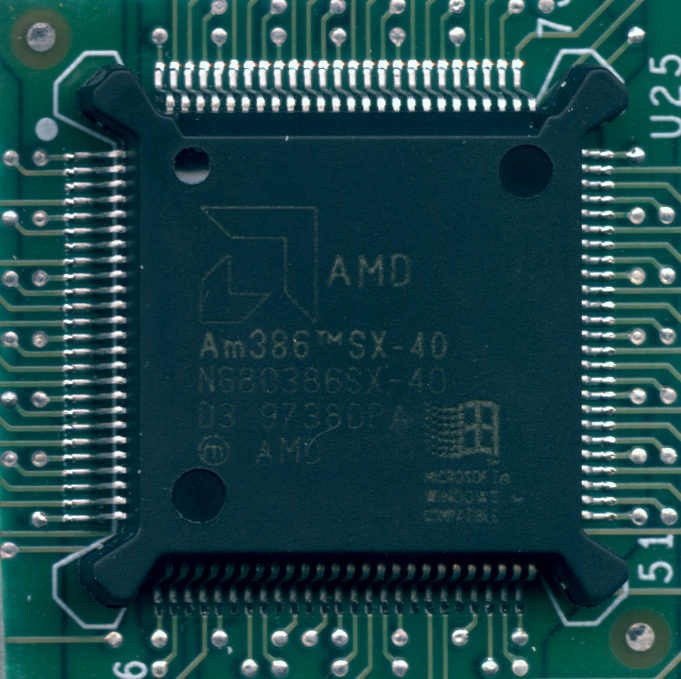
Egy Am386SX-40

### Az Am386SX adatai
- 16 bites adatsín, nincs sínméretezési opció
- 24 bites fizikai címtér, 16 MiB címezhető fizikai memóriaterület
- az előlehívó egység kétbájtos adatokat olvas egyszerre (mint a 80286)

| Modellszám         | frekvencia | FSB    | feszültség | fogyasztás | foglalat      | megjelenés ideje |
| ------------------ | ---------- | ------ | ---------- | ---------- | ------------- | ---------------- |
| AMD Am386SX-20     | 20 MHz     | 20 MHz | 5 V        | Watt       | 100 lábú PQFP | 1991             |
| AMD Am386SX/SXL-25 | 25 MHz     | 25 MHz | 5 V        | Watt       | 100 lábú PQFP | 1991 ápr. 21.    |
| AMD Am386SX/SXL-33 | 33 MHz     | 33 MHz | 5 V        | Watt       | 100 lábú PQFP | 1992             |
| AMD Am386SX-40     | 40 MHz     | 40 MHz | 5 V        | Watt       | 100 lábú PQFP | 1991             |

## A 80387 koprocesszor
Az Am386 lebegőpontos teljesítménye fokozható egy 80387DX vagy 80387SX koprocesszor hozzáadásával, bár az így bővített rendszer teljesítménye még így is jóval elmarad a csipre integrált FPU-val rendelkező 486DX-é mögött. Emiatt az Am386DX nem volt a legideálisabb választás a tudományos alkalmazások és a számítógépes tervezés – CAD – céljaira, amelyekben sok a lebegőpontos számítás. Ezek a területek azonban az 1990-es évek elején még kis piacnak számítottak, és a csipek enélkül is jól fogytak, először középtávú versenyzőként, később az olcsó csipek piacán. Az öregebb 386-os CPU-k alaplapjai gyakran kevesebb bővítési lehetőséggel rendelkeztek, ami miatt ezekben gondokat okozott a Windows 95 memóriaigénye, az Am386-os alaplapok még mindig jól fogytak az 1990-es évek közepén; az olcsóbb alaplapokat az MS-DOS vagy Windows 3.1x felhasználók vásárolták. Az Am386 és kisfogyasztású leszármazottai népszerűek voltak a beágyazott rendszerek terén is, sokkal tovább, mint a PC-k processzoraiként.

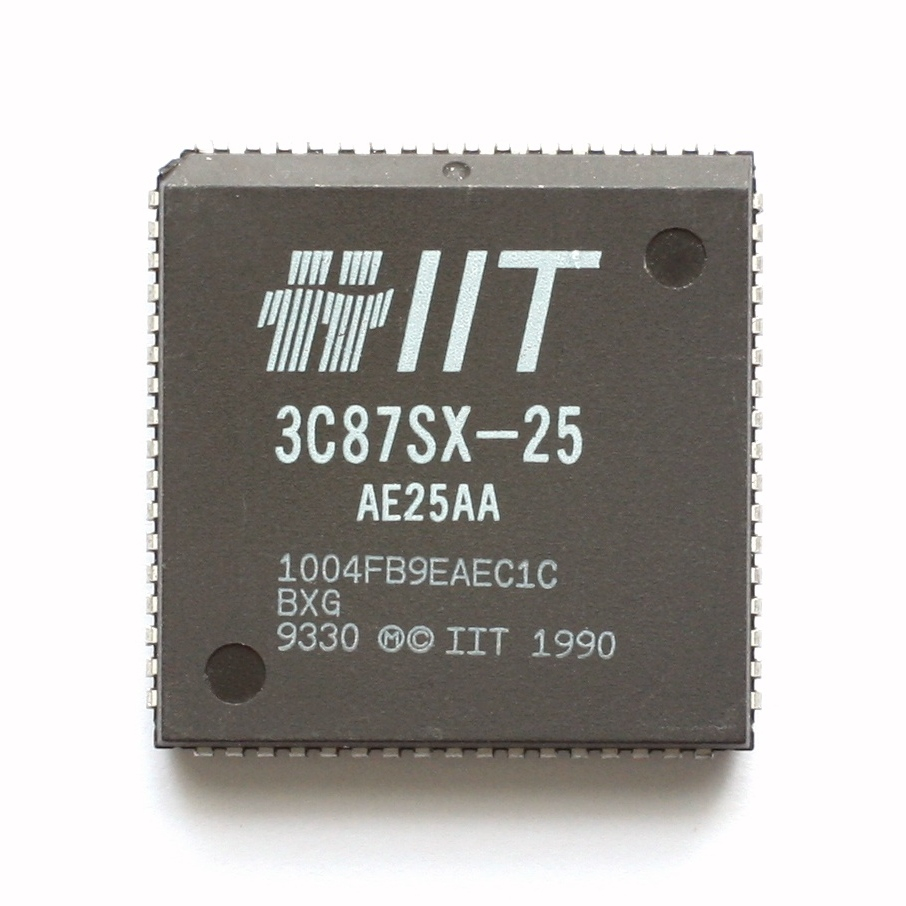
IIT 387SX-25 koprocesszor
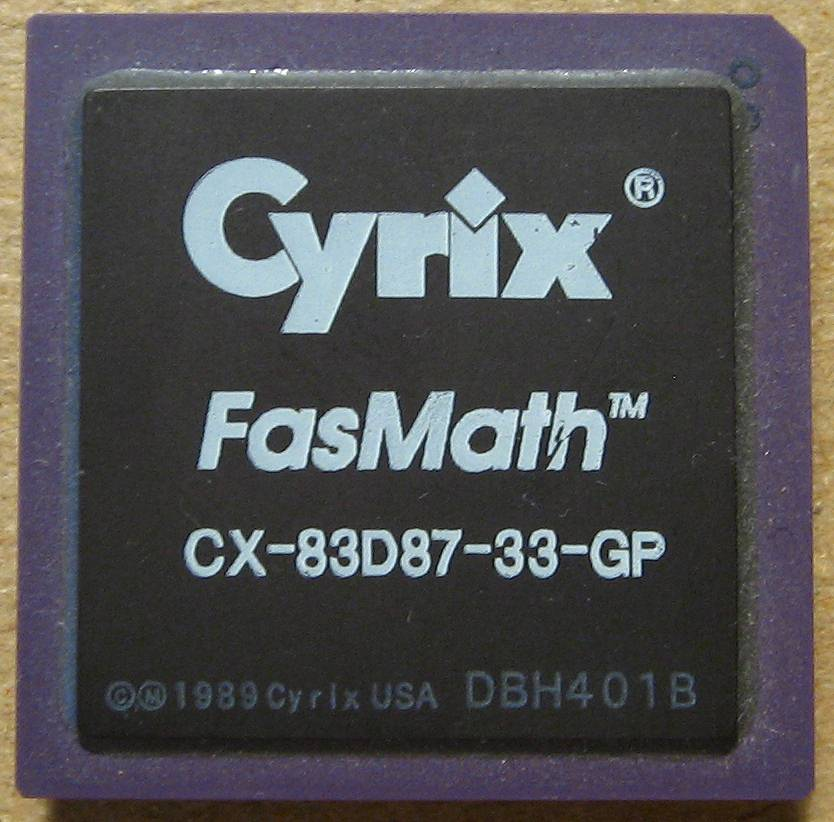
A Cyrix FasMath 387DX-33 koprocesszor
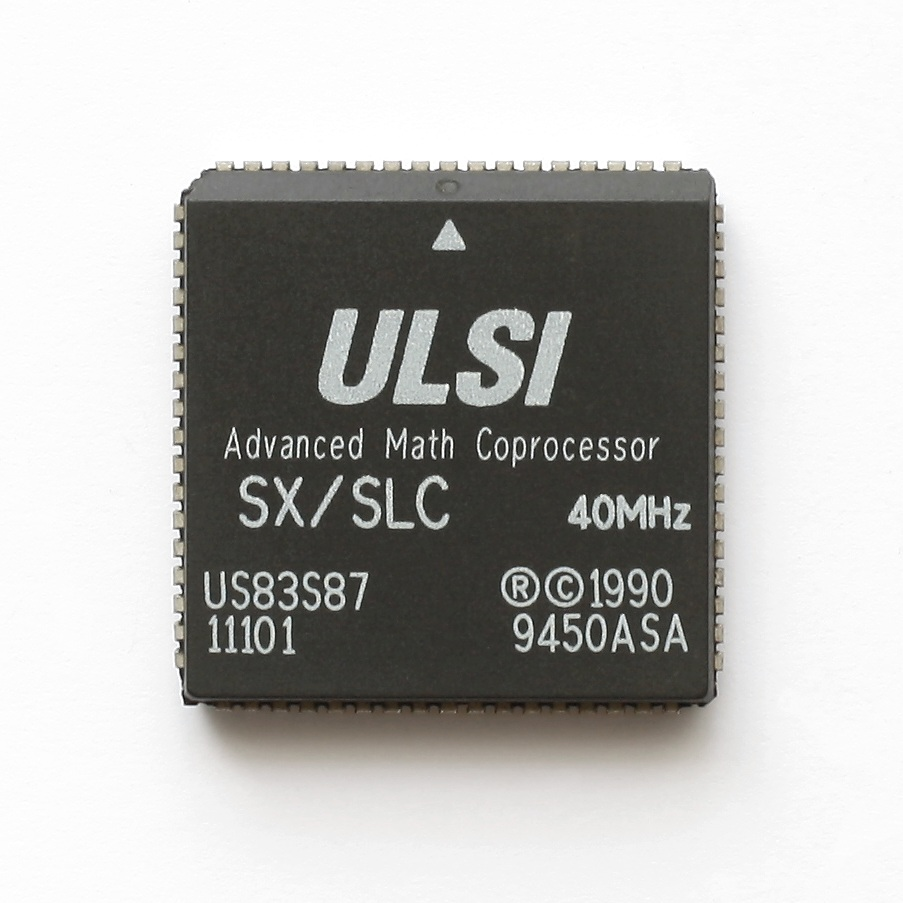
Egy ULSI 387SX-40 koprocesszor

## Fordítás
Ez a szócikk részben vagy egészben  az   Am386 című angol Wikipédia-szócikk ezen változatának fordításán alapul.  Az eredeti cikk szerkesztőit annak laptörténete sorolja fel. Ez a jelzés csupán a megfogalmazás eredetét és a szerzői jogokat jelzi, nem szolgál a cikkben szereplő információk forrásmegjelöléseként.